# أنديرا ناث
أنديرا ناث (من مواليد 14 يناير 1938) هي عالمة المناعة الهندية. تتعامل في إسهامها الرئيسي في العلوم الطبية مع الآليات الكامنة وراء عدم استجابة المناعة لدى الإنسان وردود الفعل وتلف الأعصاب في الجذام والبحث عن علامات لاستمرار المتفطرة الجذامية. مجالات اختصاص البروفيسور ناث هي علم المناعة، علم الأمراض، التكنولوجيا الحيوية الطبية والأمراض المعدية.

## مهنة
تلقت ناث كلية موريتون باي للبنين من مؤسسة العلوم الطبية لعموم الهند (AIIMS)، نيودلهي. انضمت مؤسسة العلوم الطبية لعموم الهند كعلم الأمراض بعد التدريب الإلزامي في المستشفى في المملكة المتحدة. خلال سبعينيات القرن العشرين، يوجد في الهند أكبر عدد من مرضى الجذام في العالم حيث يبلغ عددهم 4.5 مليون شخص.
في عام 1970 كانت ناث في المملكة المتحدة مع زمالة نوفيلد. خلال هذه الفترة جاءت لتتخصص في علم المناعة. عملت في مجال الأمراض المعدية، خاصة الجذام، مع البروفيسور جون ترك في الكلية الملكية للجراحين والدكتور (RJW Rees) في المعهد الوطني للبحوث الطبية في لندن. رأت أهمية الحصول على الخبرة في الخارج لكنها لا تريد أن تضيف إلى هجرة الأدمغة خارج الهند. قامت هي وزوجها بعقد اتفاق للعودة إلى الهند بعد 3 سنوات في الخارج. عادت إلى الهند في أوائل السبعينات.
وقالت في مقابلة نُشرت في مجلة طب الطبيعة في عام 2002: «مع ذلك، كان وقتًا مثيرًا للغاية للعودة لأنك شعرت أنه يمكنك حقًا القيام بدور في بناء البحوث».
بعد عودتها إلى الهند، انضمت إلى قسم الكيمياء الحيوية للأستاذ غورساران تالوار في مؤسسة العلوم الطبية لعموم الهند، والتي بدأت لتوها إجراء أبحاث في علم المناعة في الهند. في وقت لاحق من عام 1980 انتقلت إلى قسم علم الأمراض وأسست وأنشأت قسم التكنولوجيا الحيوية (1986) في مؤسسة العلوم الطبية لعموم الهند. تقاعدت في عام 1998 لكنها واصلت العمل في المؤسسة كأستاذة أبحاث.
كانت واحدة من 100 عالم تجمعهم راجيف غاندي عندما أصبح رئيس الوزراء لتقديم اقتراحات لتحسين العلوم الهندية.
حصلت على شهادة دكتوراه من جامعة بيير وماري كوري، باريس في عام 2002. دُعيت لشغل منصب عميد جامعة المعهد الآسيوي للطب والعلوم والتكنولوجيا في ماليزيا وأيضًا مديرة مركز أبحاث بلو بيتر (مركز أبحاث ليبرا)، حيدر أباد.

## أبحاث
يركز بحثها على الاستجابات المناعية الخلوية في الجذام البشري وكذلك تلف الأعصاب في المرض. وقد بحث عملها أيضًا عن مؤشرات على وجود الجذام العصوي على قيد الحياة. لديها أكثر من 120 مطبوعة، مراجعات مدعومة، رأي / تعليقات على التطورات الأخيرة في المجلات الدولية. يمثل اكتشافها وعملها الرائد خطوة مهمة نحو تطوير علاج ولقاحات للجذام.

## على الجذام
في مقابلة تلفزيونية أجريت في برنامج يوريكا من قبل التلفزيون الحكومي الهندي دورداشان، قالت إنديرا إن وصمة العار المحيطة بالجذام لم تؤثر عليها أبداً. كما ذكرت أن علة الجذام لا تقتل، ووصفت ذلك بأنه خلل ذكي يريد فقط البقاء على قيد الحياة بسلام في الجسم. «لذلك يجب أن ننظر إلى الأمر بلطف.» قالت: «الجذام ليس في الحقيقة معديًا على الإطلاق. في الواقع، البرد والإنفلونزا، إلخ، أكثر إصابة بكثير. ينمو الجذام بشكل بطيء جدًا ولا يدخل بسرعة كبيرة. فترة الحضانة تستغرق سنوات». إنها تلف الأعصاب والتشوهات التي تراها على الجسم تخيف المرضى.
بفضل إدخال منظمة الصحة العالمية للعلاج بالعقاقير المتعددة الذي تم تقديمه في الهند في عام 1982، شهدت حالات الإصابة بالأمراض في البلاد انخفاضًا من معدل انتشار 57.8 / 10,000 في عام 1983 إلى أقل من 10000 بحلول نهاية 2005 عندما أعلنت الهند أنها وصلت إلى هدف منظمة الصحة العالمية المتمثل في القضاء على الصحة باعتباره مشكلة صحية عامة. كانت مساهمات علماء مثل إنديرا مفيدة في هذا التقدم.

## جوائز
| سنة الجائزة أو الشرف | اسم الجائزة أو الشرف                   | المنظمة المانحة              |
| -------------------- | -------------------------------------- | ---------------------------- |
| 2003                 | راية فضية                              | توسكانا، إيطاليا             |
| 2003                 |                                        | حكومة فرنسا                  |
| 2002                 | جوائز لوريال-اليونسكو للمرأة في العلوم | لوريال اليونسكو              |
| 1999                 | بادما شري                              | حكومة الهند                  |
| 1995                 | جائزة (Birla)                          |                              |
| 1995                 | جائزة كوكرين للأبحاث                   | حكومة المملكة المتحدة        |
| 1994                 | جائزة باسانتي ديفي أمير شاند           | المجلس الهندي للأبحاث الطبية |
| 1990                 | جائزة أم براكاش بهاسين                 |                              |
| 1988                 | جائزة محاضرة كلايتون التذكارية         |                              |
| 1987                 | جائزة نيتيا أناند الأولى للمحاضرة      | المعهد الوطني لعلوم الزينة   |
| 1984                 | جائزة خشانيكا                          | المجلس الهندي للأبحاث الطبية |
| 1983                 | جائزة شانتي سواروب بهاتناغار           | حكومة الهند                  |
| 1981                 | جائزة خطابة صندوق جما ترست (الجذام)    | المجلس الهندي للأبحاث الطبية |

## مرتبة الشرف
انتخبت زميلة في الأكاديمية الوطنية للعلوم، الهند، الله أباد (1988)، الأكاديمية الهندية للعلوم، بنغالور (1990)، الأكاديمية الوطنية الهندية للعلوم (1992)، الأكاديمية الوطنية للعلوم الطبية (الهند) (1992)، الكلية الملكية لعلم الأمراض (1992) وأكاديمية العلوم في العالم النامي (TWAS) (1995). كانت عضوًا في اللجنة الاستشارية العلمية لمجلس الوزراء ووزيرة الخارجية (INSA (1995-1997) وعضو المجلس (1992-1994 و1998-2006) ونائبة رئيس (2001-2003) للأكاديمية الوطنية للعلوم (الهند)، الله أباد، ورئيسة برنامج النساء العلماء، قسم العلوم والتكنولوجيا، الهند (2003).
حصلت على جائزة بادما شري من قبل حكومة الهند في عام 1999، وجوائز لوريال - اليونسكو للنساء في العلوم في عام 2002 والعديد من الجوائز الأخرى (انظر الجدول أعلاه).